# Egzotermni proces
U termodinamici, egzotermni proces je termodinamički proces ili reakcija koja oslobađa energiju iz sistema u njegovu okolinu, obično u obliku toplote, ali i u obliku svetlosti (npr. varnica, plamen ili bljesak), električne energije (npr. baterija), ili zvuk (npr. eksplozija koja se čuje pri sagorevanju vodonika). Termin egzotermni prvi je skovao francuski hemičar iz 19. veka Marselin Bertelo.
Suprotno od egzotermnog procesa je endotermni proces, onaj koji apsorbuje energiju, obično u obliku toplote. Koncept se često primenjuje u fizičkim naukama na hemijske reakcije gde se energija hemijske veze pretvara u toplotnu energiju (toplotu).

## Dve tipa hemijskih reakcija
Termini egzoterman i endoterman opisuju dve vrste hemijskih reakcija ili sistema koji se nalaze u prirodi, na sledeći način:

### Egzotermno
Egzotermna reakcija nastaje kada se toplota oslobađa u okolinu. Prema IUPAC-u, egzotermna reakcija je „reakcija za koju je ukupna standardna promena entalpije  ΔH⚬ negativna“.. Neki primeri egzotermnog procesa su sagorevanje goriva, kondenzacija i nuklearna fisija, koja se koristi u nuklearnim elektranama za oslobađanje velikih količina energije.

### Endotermno
U endotermnoj reakciji ili sistemu, energija se uzima iz okoline u toku reakcije, obično vođena povoljnim povećanjem entropije u sistemu. Primer endotermne reakcije je hladni paket prve pomoći, u kome reakcija dve hemikalije, ili rastvaranje jedne u drugoj, zahteva kalorije iz okoline, i reakcija hladi kesicu i okolinu apsorbujući toplotu iz njih.
Fotosinteza, proces koji omogućava biljkama da pretvore ugljen-dioksid i vodu u šećer i kiseonik, je endotermni proces: biljke apsorbuju energiju zračenja sunca i koriste je u endotermnom, inače nespontanom procesu. Pohranjena hemijska energija može se osloboditi inverznim (spontanim) procesom: sagorevanjem šećera, koji daje ugljen-dioksid, vodu i toplotu (energija zračenja).

## Oslobađanje energije
Egzotermno se odnosi na transformaciju u kojoj zatvoreni sistem oslobađa energiju (toplotu) u okolinu, izraženu kao
{\displaystyle Q>0.}
Kada se transformacija odvija pri konstantnom pritisku i bez razmene električne energije, toplota Q je jednaka promeni entalpije, i.e.
{\displaystyle \Delta H<0,}
dok je pri konstantnoj zapremini, prema prvom zakonu termodinamike, jednaka promeni unutrašnje energije (U), i.e.
{\displaystyle \Delta U=Q+0>0.}
U adijabatskom sistemu (tj. sistemu koji ne razmenjuje toplotu sa okolinom), inače egzotermni proces dovodi do povećanja temperature sistema.
U egzotermnim hemijskim reakcijama, toplota koja se oslobađa reakcijom poprima oblik elektromagnetne energije ili kinetičke energije molekula. Prelazak elektrona sa jednog kvantnog energetskog nivoa na drugi izaziva oslobađanje svetlosti. Ova svetlost je po energiji ekvivalentna nekoj stabilizacionoj energiji za hemijsku reakciju, tj. energiji veze. Ovo svetlo koje se oslobađa može da se apsorbuje od strane drugih molekula u rastvoru da izazove molekularne translacije i rotacije, što dovodi do klasičnog razumevanja toplote. U egzotermnoj reakciji, energija aktivacije (energija potrebna za pokretanje reakcije) je manja od energije koja se naknadno oslobađa, tako da postoji neto oslobađanje energije.